# 프랑스 혁명군
프랑스 혁명군(프랑스어: Armées de la Révolution)은 루이 16세가 폐위되고 처형된 1792년부터 프랑스가 제국이 된 1804년까지 프랑스 군을 두루 일컫는 말이다.

## 주목할 만한 장군과 지휘관

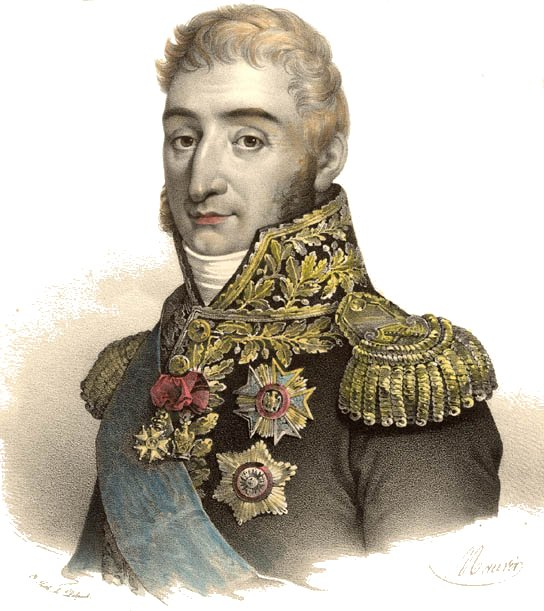
샤를 피에르 프랑수아 오주로
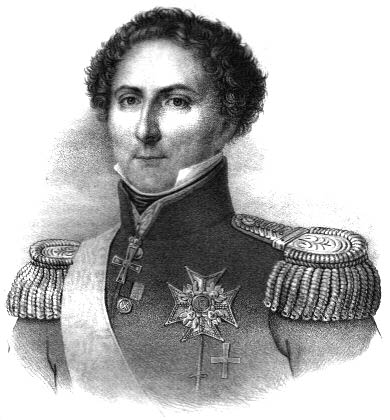
장바티스트 베르나도트
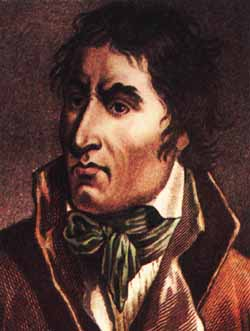
장바티스트 사리에
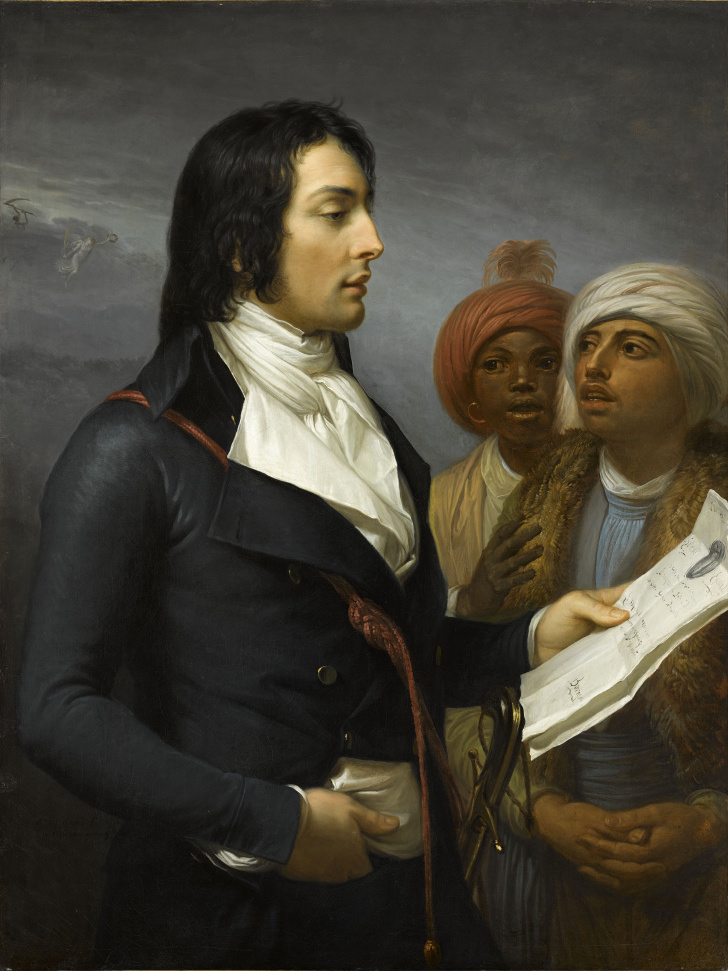
루이 샤를 앙투안 드제
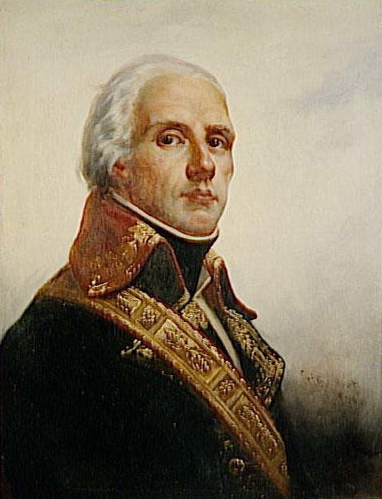
자크 프랑수아 뒤고미에
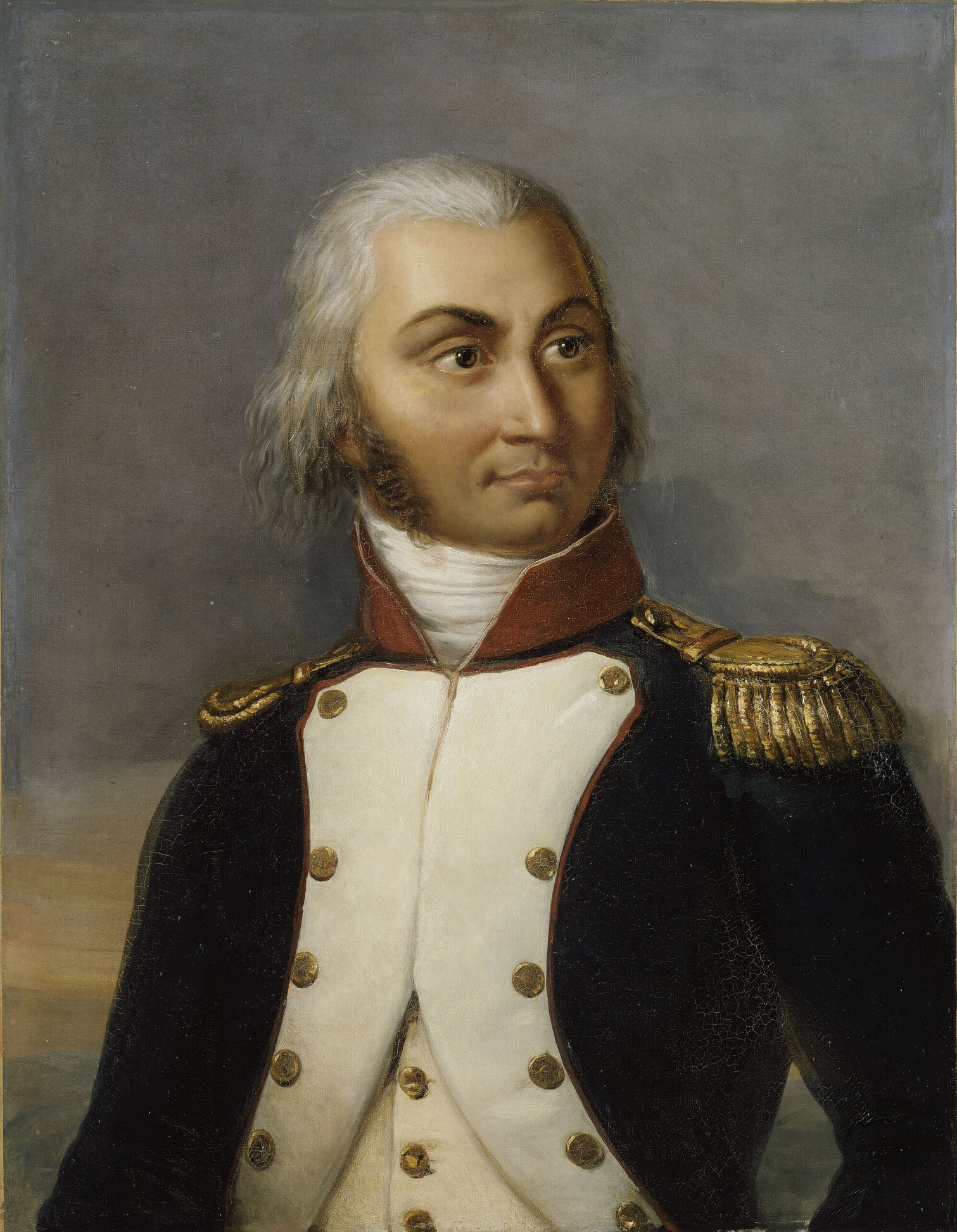
장바티스트 주르당
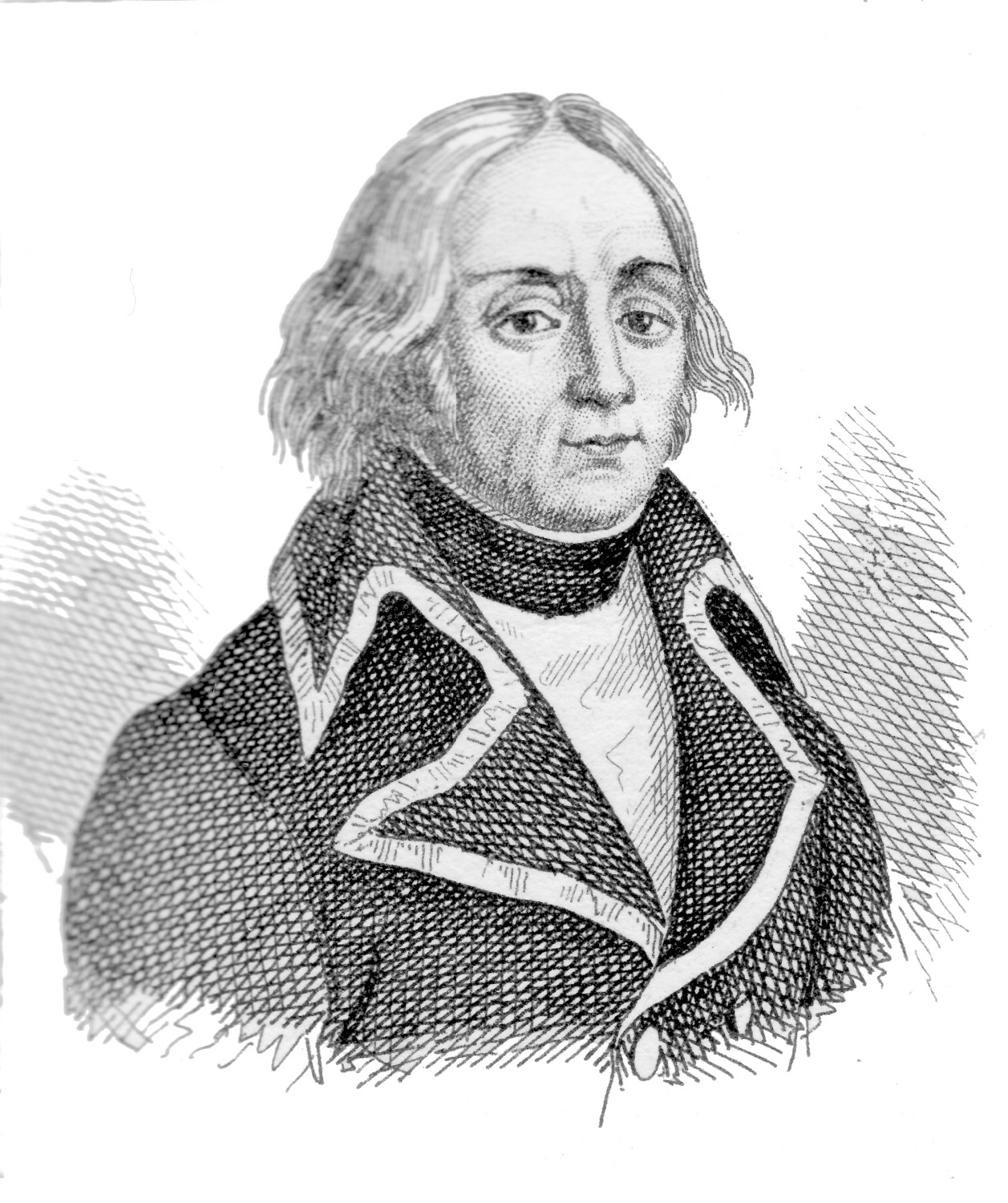
프랑수아 크리스토프 켈레르만
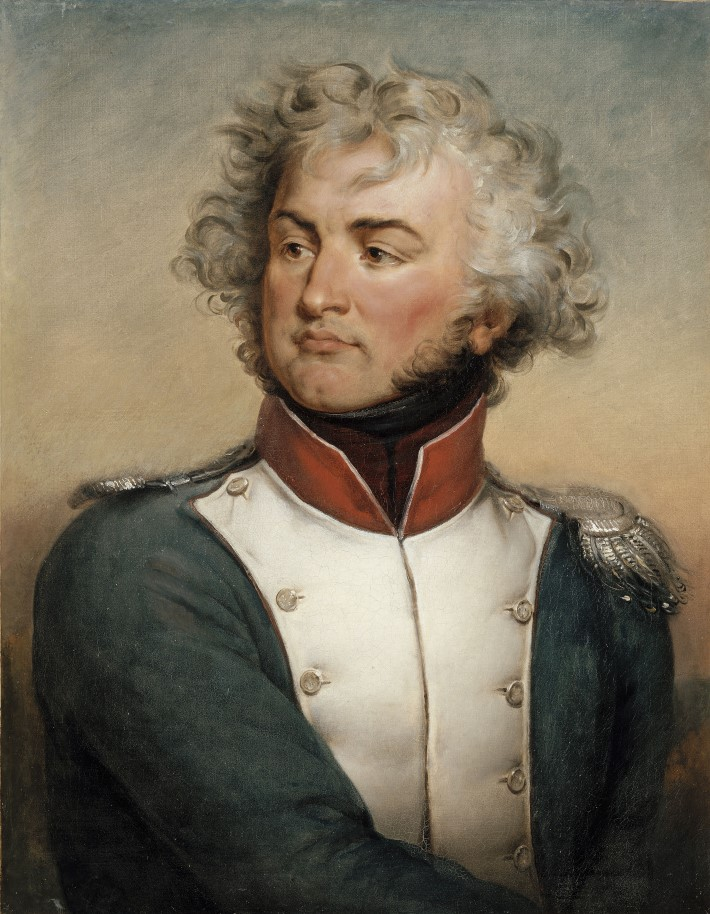
장바티스트 클레베르
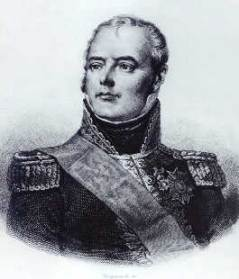
에티엔 자크 조제프 알렉산드르 마크도날
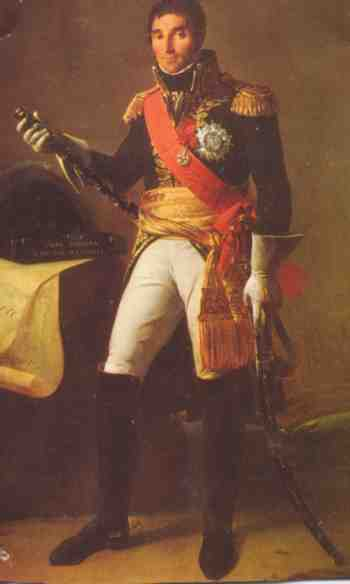
앙드레 마세나
장 빅토르 마리 모로
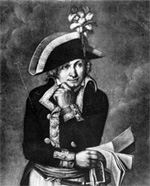
샤를 피슈그뤼

## 현역 야전군 1792년~1804년
1792년
- 북부군
- 라인 방면군
- 피레네 방면군
- 해안군
- 알프스 방면군
- 상트르 방면군
- 예비군
- 바 방면군

1793년 개혁후
- 북부군
- 라인 방면군
- 동 피레네 방면군
- 동 피레네 방면군
- 알프스 방면군
- 브레스트 해안 방면군
- 셰르부르 해안 방면군
- 라 로쉘 방면군
- 아르덴 방면군
- 모젤 방면군

이해 10월 1일 라 로쉘 방면군은 라 우에스트 방면군으로 다시 명시되었다.